# Historisme (architectuur)

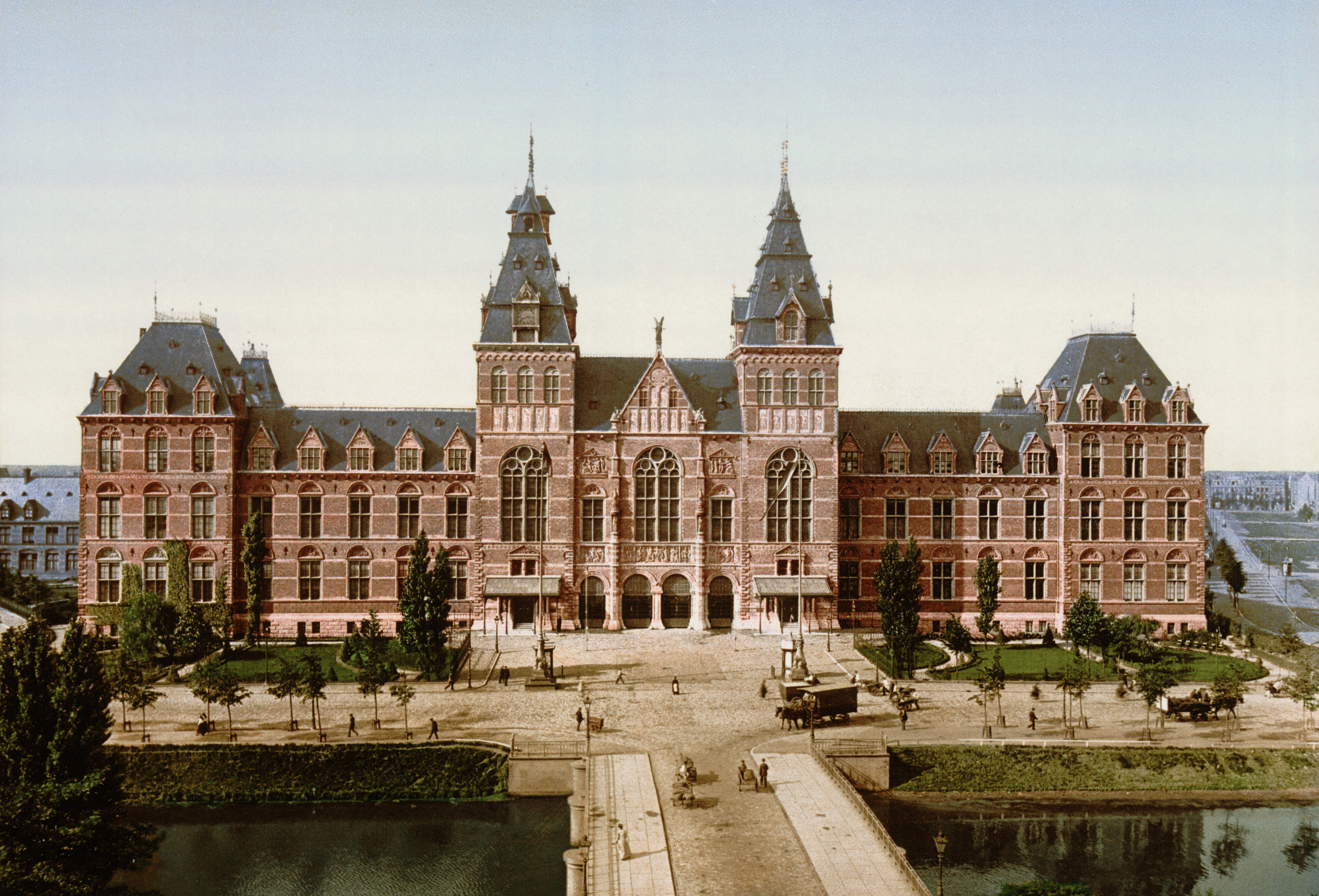
Rijksmuseum rond 1900

Het historisme in de architectuur is een stroming die terugblikt op het verleden en decoraties ontleent aan diverse vroegere stijlperioden.
In de 19e-eeuwse beeldende kunst bestond er geen dominante, allesomvattende stijl. Door de bloei van de wetenschap en de kunstgeschiedenis ontstond er een stimulans om oude stijlen te doen herleven, wat resulteerde in historiserende vormgeving.
Ook in de architectuur was in de 19e eeuw sprake van historiserende vormgeving. De techniek had een enorme ontwikkeling doorgemaakt maar dat vertaalde zich desondanks niet naar een nieuwe vormgeving. Men kon immers kiezen uit de complete architectonische erfenis.

## Bouwstijlen

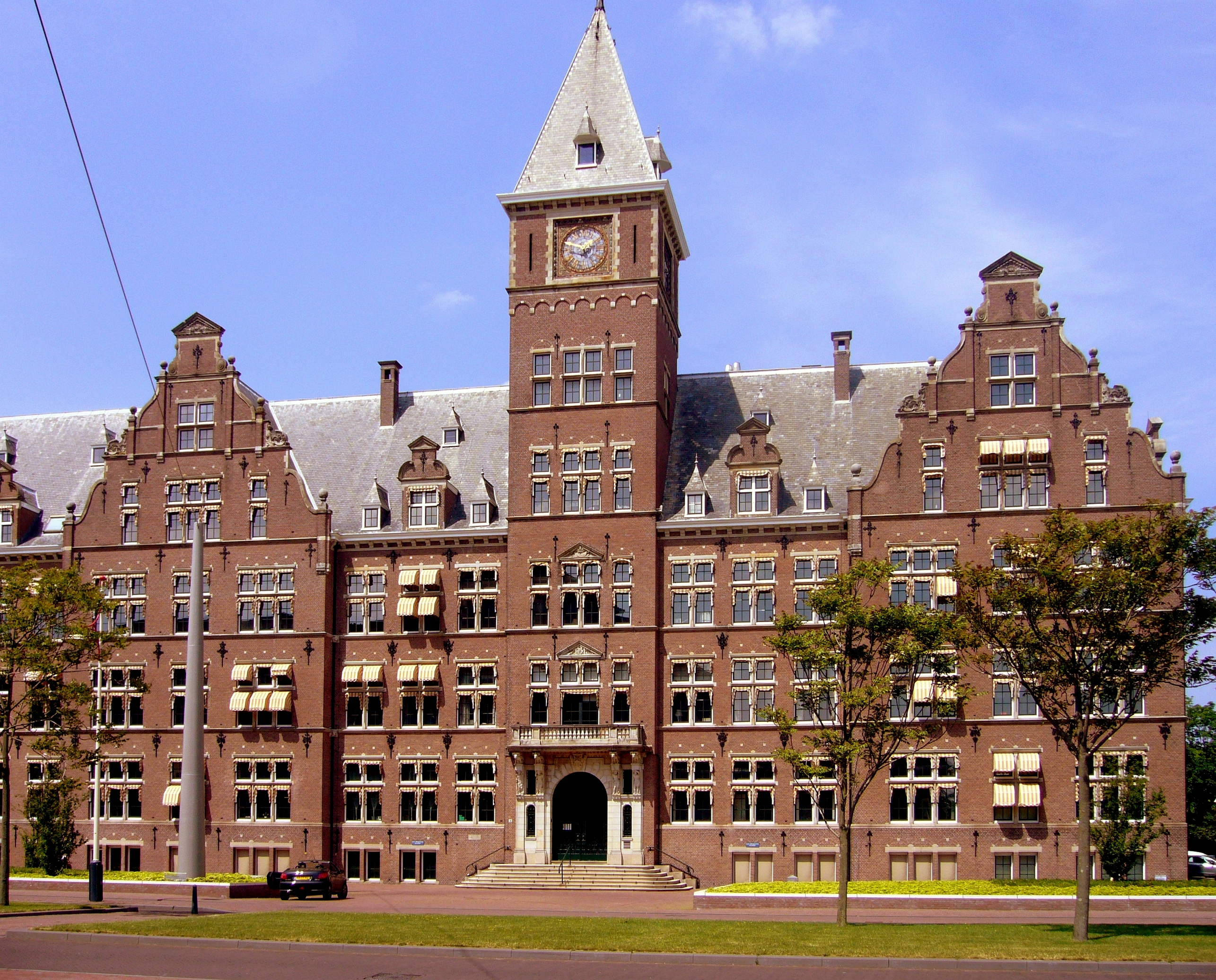
Het kantoor van de Bataafse Petroleum Maatschappij in Den Haag, ontworpen door de gebroeders M.A. en J. van Nieukerken (1917)

Zo ontstonden verscheidene neostijlen, zoals:
- Neogotiek
- Neoromaans
- Neoclassicisme
- Neorenaissance

Waar men daar echter nog probeerde zo veel mogelijk historisch stijlgetrouw te werken, werd dit in de latere 19e eeuw losgelaten. Dit resulteerde in de
- Eclectische stijl.

In de steden ontstond door deze lukrake stukjes geschiedenis een stijlpluralisme, er waren allerlei gebouwen in verschillende stijlen die door elkaar stonden. Men probeerde echter binnen een gebouw niet af te wijken van een bepaalde stijl. Een voorbeeld is architect Pierre Cuypers die gebouwen als het Centraal Station en Rijksmuseumgebouw in Amsterdam ontwierp.
Begin 20e eeuw werd het historisme doorbroken door de jugendstil (die soms ook gemengd werd met historiserende elementen) en, in Nederland, het rationalisme van H.P. Berlage en het traditionalisme. Wel kwam voor commerciële gebouwen zoals winkels en hotels de Um 1800-stijl in zwang. Ook bleef de 'Oud-Hollandse stijl', met veel renaissance kenmerken, gebruikt worden. Dit vooral door de zonen van J. van Nieukerken met het hoofdkantoor van de BPM als duidelijk voorbeeld.

## Kritiek
Aanvankelijk werd er door architectuurhistorici veel kritiek geleverd op met name de architectuur uit de tweede helft van de 19e eeuw (de 'lelijke tijd'). Het was onoorspronkelijk en er bestond geen scheppend vermogen. Inmiddels (begin 21e eeuw) wordt het gezien als een reactie op de ingrijpende veranderingen en ontwikkelingen van de 19e eeuw.

## Motieven om oude bouwstijlen toe te passen

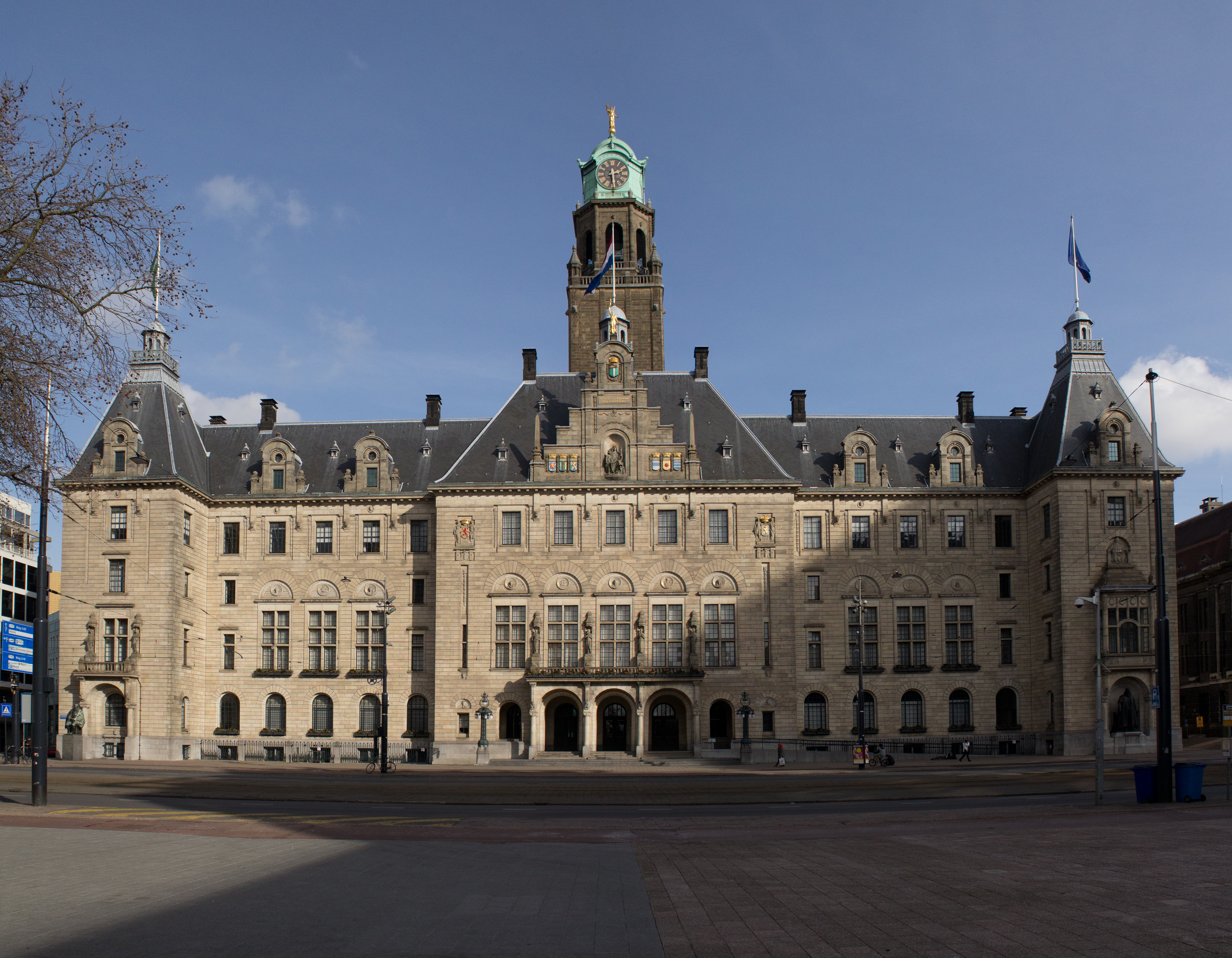
Het stadhuis van Rotterdam, ontworpen door Henri Evers

- Uiting van nationale en religieuze gevoelens
- Uitdragen van politieke ideeën en politiek programma
- Weerspiegeling van de wens om utopieën te verwezenlijken
- Bevestiging van status
- Hang naar het oude en vertrouwde
- Esthetiek

## Belangrijke gebouwen binnen het historisme
- Strawberry Hill van Horace Walpole (Londen, 1770)
- Königsplatz van Von Klenze (München, 1830)
- Palace of Westminster van Charles Barry (Londen, 1840-1870)
- Opera van Charles Garnier (Parijs, 1870)
- Opera van Gottfried Semper (Dresden, 1880)